# C/1900 O1 Borrelly-Brooks
La cometa C/1900 O1 (Borrelly-Brooks) è una cometa non periodica. La cometa al momento della scoperta era di 9,5a. Il nucleo il 24 luglio 1900 era di 6,5a, il 28 luglio 1900 di 8,5a ed allungato, l'11 agosto 1900 era di 11a. La cometa perse velocemente luminosità, questo fatto associato all'apparenza allungata del nucleo indica un probabile processo di disgregazione della cometa. La caratteristica più saliente di questa cometa è di avere una MOID molto piccola, circa 2.300.000 km, rendendola così il possibile corpo progenitore di uno sciame meteorico, ancora da confermare, con radiante nella costellazione dell'Idra Maschio 